# Landesregierung Schreiner I
Die Landesregierung Schreiner I unter Landeshauptmann Anton Schreiner bildete die Burgenländische Landesregierung während der 3. Gesetzgebungsperiode von der Wahl Schreiners am 10. Jänner 1928 bis zu seinem Rücktritt am 24. Juli 1929. Die Landesregierung setzte sich aus sechs Mitgliedern zusammen, wobei nach der Landtagswahl 1927 drei Vertreter von der Christlichsozialen Partei (CSP), zwei Mitglieder von der Sozialdemokratischen Partei (SdP) und ein Landesrat vom Landbund (LdB) gestellt wurden.
Nach dem Rücktritt von Landeshauptmann Josef Rauhofer (CSP) übernahm sein Parteikollege Anton Schreiner am 10. Jänner 1928 das Amt des Landeshauptmanns. Bis zum Rücktritt Schreiners blieb die Zusammensetzung der Landesregierung unverändert. Danach folgte der Landesregierung das Kabinett Thullner nach.

## Regierungsmitglieder
| Amt                            | Name                 | Partei | Zuständigkeitsbereiche |
| ------------------------------ | -------------------- | ------ | ---------------------- |
| Landeshauptmann                | Anton Schreiner      | CSP    |                        |
| Landeshauptmann-Stellvertreter | Ludwig Leser         | SdP    |                        |
| Landesrat                      | Michael Koch         | CSP    |                        |
| Landesrat                      | Johann Thullner      | CSP    |                        |
| Landesrat                      | Ignaz Till           | SdP    |                        |
| Landesrat                      | Gottlieb Grabenhofer | LdB    |                        |